# Киноварь
Ки́новарь (др.-греч. κιννάβαρι, лат. cinnabari) или ртутная обманка (устар.) — минерал, сульфид ртути(II) с идеальной формулой HgS. Самый распространённый ртутный минерал, имеющий алую окраску и на свежем сколе напоминающий пятна крови. На воздухе постепенно окисляется с поверхности, покрываясь тонкой плёнкой побежалости (HgО).
Киноварью также называют неорганический пигмент, в прошлом получавшийся из этого минерала, и соответствующий ему оттенок красного цвета.

## Свойства

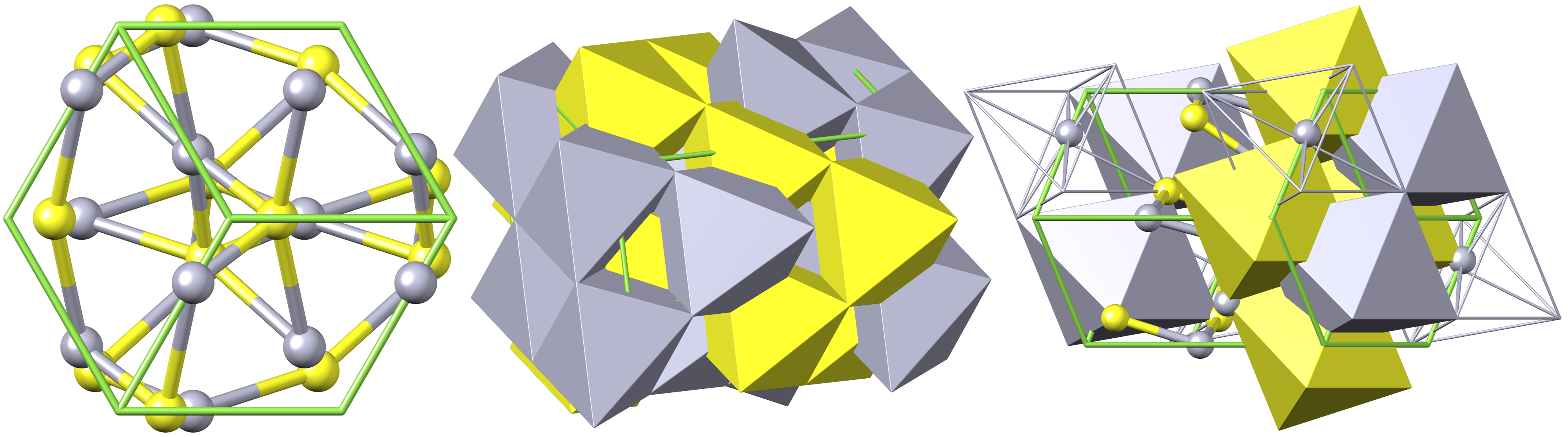
Кристаллическая структура киновари

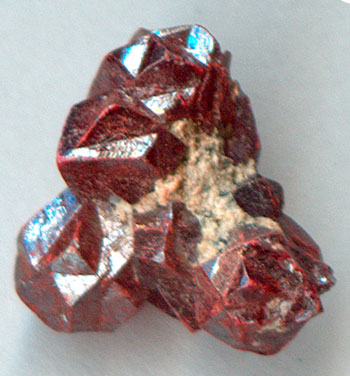
Двойники киновари ≈1,5 см. Никитовское месторождение

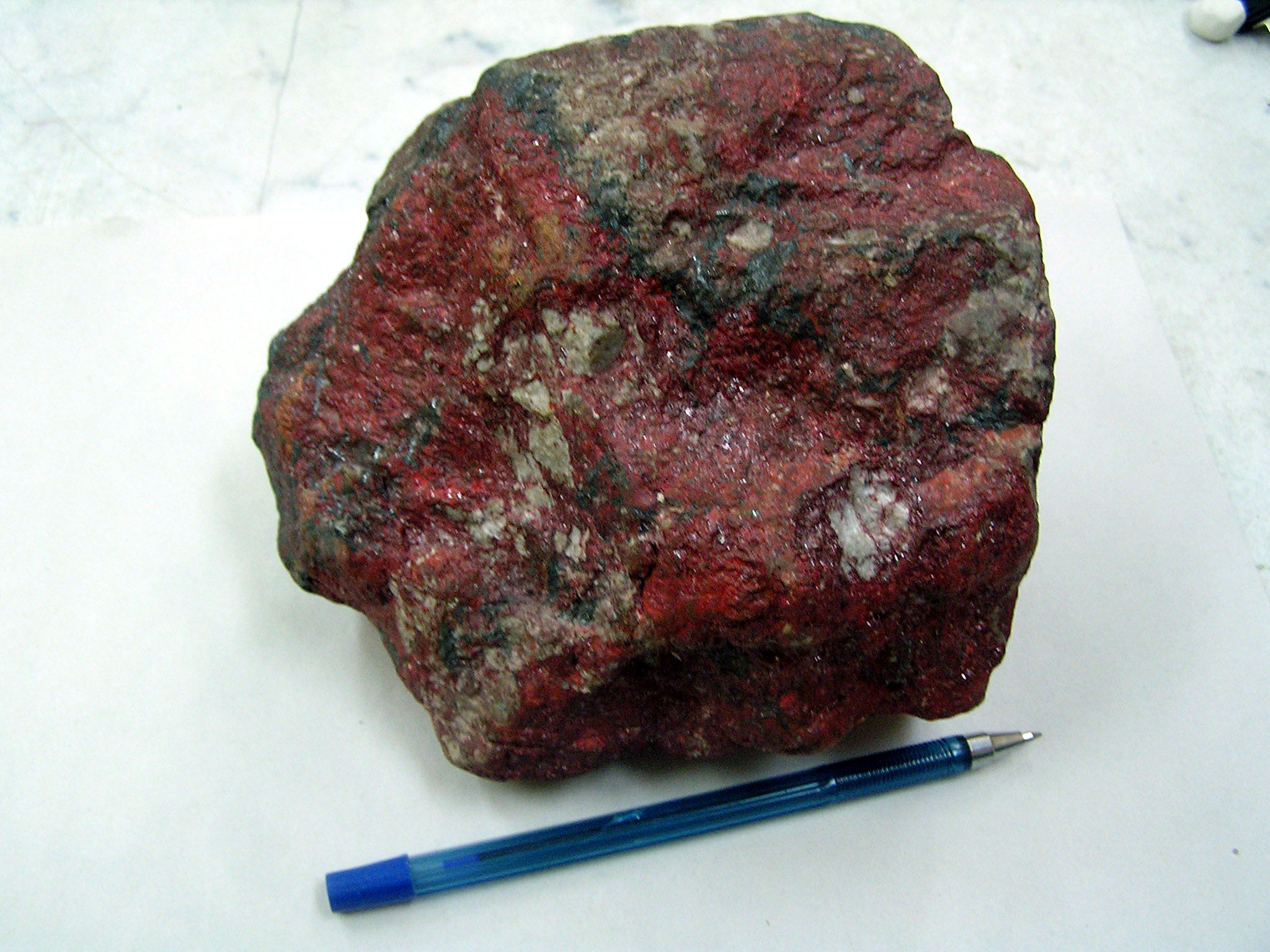
Антимонит-кварц-киноварная руда из коллекции геолого-геофизического факультета Новосибирского гос. университета

Содержит Hg — 86,2 % S — 13,8 %. Кристаллизуется в тригональной сингонии, образуя преимущественно мелкие ромбоэдрические или толстотаблитчатые кристаллы, кристаллически-зернистые или порошковатые массы. Характерны двойники прорастания. Спайность совершенная в одном направлении. Хрупкая. Цвет красный, иногда наблюдается тёмная синевато-серая «свинцовая» побежалость. В тонких осколках киноварь прозрачна, обладает ярким «алмазным» блеском. Твёрдость по минералогической шкале Мооса 2—2,5; плотность 8,09—8,20 г/см³. Легко плавится и при нагревании на воздухе до 200 °C полностью улетучивается с образованием паров ртути и сернистого газа. Растворима только в царской водке.

## В природе
Киноварь — один из самых распространённых минералов ртути. Образуется в гидротермальных близповерхностных месторождениях вместе с кварцем, кальцитом, баритом, антимонитом, пиритом, галенитом, марказитом, реже — с самородным золотом.
Крупнейшее в мире ртутное месторождение Альмаден находится в Испании, на долю которой до недавнего времени приходилось около 80 % мировой добычи ртути, в Сербии (Авала), Словении (Идрия), США (Нью-Альмаден).
Плиний Старший упоминает в своих сочинениях, что Рим закупал в Испании ежегодно до 4,5 т ртути.

## История

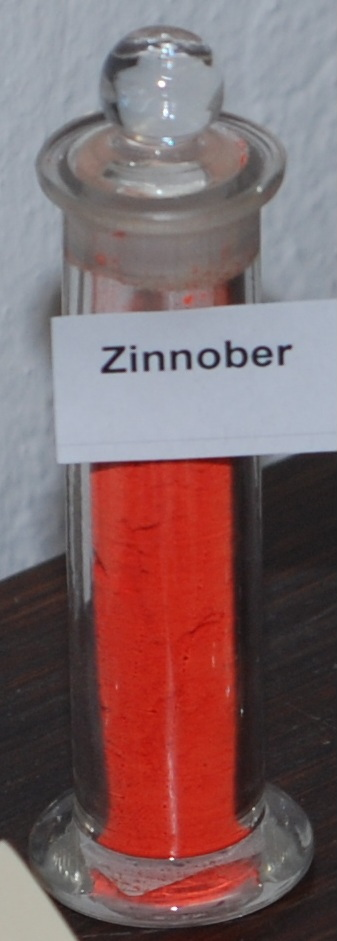
Киноварь, Историческая коллекция красителей Дрезденского технического университета, Германия

Киноварь добывали в Римской империи для получения ртути и красного натурального пигмента. Некоторые из римских шахт разрабатываются и сегодня.
Киноварь обычно откладывается в жилах, ассоциированных с недавней вулканической активностью и щелочными горячими источниками.
Одно из старейших ртутных месторождений — Никитовское — находится в Донбассе (Донецкая область, г. Горловка). Здесь на различной глубине (до 20 метров) обнаружены древние горные выработки, в которых можно было найти и орудия труда — каменные молотки.
Ещё более древний рудник — Хайдаркан («Великий рудник») в киргизской части Ферганской долины, где также сохранились многочисленные следы древних работ: крупные выработки, металлические клинья, светильники, глиняные реторты для обжига киновари, большие отвалы образующихся при этом огарков. Археологические раскопки показывают, что в Ферганской долине ртуть добывали на протяжении многих столетий и лишь в XIII—XIV веках, после того как Чингисхан и его преемники уничтожили здесь ремесленно-торговые центры, а население перешло на кочевой образ жизни, добыча руды в Фергане была прекращена. Но в середине XX века активно возобновилась на месторождении Хайдаркан (Кыргызстан). В древности киноварь добывалась не только и не столько как источник ртути, но и как незаменимый и дорогой минеральный пигмент.
В Средней Азии разрабатывались и другие месторождения ртути. Так, например, надписи во дворце древнеперсидских царей Ахеменидов (VI—IV века до н. э.) в Сузах говорят о том, что киноварь, которую в те времена использовали главным образом как краситель, доставляли сюда с Зеравшанских гор, расположенных на территории современных Таджикистана и Узбекистана. По-видимому, киноварь добывалась там ещё в середине 1-го тысячелетия до н. э.

## Искусственное получение
Технология получения искусственной киновари сплавлением ртути и серы, стала известна в древние времена. Впервые искусственную киноварь таким способом получили, вероятно, в Китае. На востоке арабский алхимик Джабир говорит о получении искусственной киновари уже в VIII—IX веках. В Европе, судя по трактатам Ченнини, итальянские художники в XV веке использовали уже не минеральную киноварь, а искусственную.
Существует два основных способа лабораторного приготовления искусственной киновари: сухой и мокрый.
При приготовлении по сухому методу ртуть смешивается с необходимым количеством серы и нагревается в закрытой реторте. При этом образуется сульфид ртути чёрного цвета. Затем чёрный сульфид ртути β-HgS возгоняется нагреванием и конденсируется. В результате образуется красный сульфид ртути α-HgS.
Мокрый метод стал использоваться в Германии в конце XVIII века. Ртуть и сера совместно перетирались в присутствии воды, и затем к смеси прибавлялась каустическая сода (NaOH). После последующего перетирания чёрный сульфид ртути приобретает красный цвет. В усовершенствованной процедуре вместо каустической соды добавляют пентасульфид калия. Необходимо иметь в виду, что любые манипуляции с жидкой ртутью и её водно-растворимыми солями опасны для человека крайне тяжёлыми отравлениями, в связи с чем приготовление искусственной киновари допустимо только в лабораторных условиях с соблюдением всех правил техники безопасности.
Частицы киновари, полученной сухим методом, под микроскопом выглядят гораздо крупнее частиц этого пигмента, полученного мокрым процессом, а также имеют синеватый карминовый оттенок. Серьёзным недостатком искусственной киновари является то, что со временем она способна изменять цвет до серого или почти чёрного, что часто наблюдается уже в красочном слое.

## Применение
Киноварь с древности применялась в качестве красной краски, как источник для получения ртути и как единственное существовавшее до изобретения антибиотиков надёжное (хотя и небезопасное) средство лечения сифилиса. Как незаменимый ярко-алый минеральный пигмент киноварь применяли уже в Древнем Египте, в ранней Византии. Повсеместно с тех пор, как и в наши дни, натуральная киноварь широко используется в канонической иконописи. В светской живописи, начиная со второй половины XIX века, киноварь встречается редко, в настоящее время вытеснена красным кадмием и ртуть-кадмиевыми красками.

## Опасность для здоровья
Как и все соединения ртути, киноварь токсична. Опасность её растёт при нагревании, так как в воздух выделяются токсичные вещества — сернистый газ (SO2), ртуть и её пары. Вдыхание токсичных паров приводит к тяжёлым отравлениям и представляет угрозу для здоровья и жизни. Проводить опыты с киноварью следует в вытяжном шкафу, в резиновых перчатках, очках и в противогазе.

## Комментарии
1. ↑  Ударение на первый слог — согласно статье «Киноварь» в Большой российской энциклопедии[2].